# Střechov nad Sázavou
Střechov nad Sázavou je vesnice, část města Trhový Štěpánov v okrese Benešov. Nachází se asi 4 km na sever od Trhového Štěpánova. Prochází tudy železniční trať Čerčany – Světlá nad Sázavou. V roce 2009 zde bylo evidováno 83 adres. Střechov nad Sázavou je také název katastrálního území o rozloze 5,62 km².

## Historie
První písemná zmínka o vesnici pochází z roku 1406.

## Přírodní poměry
Do východní části katastrálního území Střechov nad Sázavou zasahuje přírodní rezervace Štěpánovský potok.

## Osobnosti
Narodil se zde Václav Vlček (1839–1908), spisovatel a redaktor.